# Pablo Tomeo
Pablo Tomeo Félez (Alloza, 23 gennaio 2000) è un calciatore spagnolo, centrocampista del Real Valladolid.

## Carriera
Tomeo è cresciuto nel settore giovanile dell'Andorra, che lo ha ceduto nel 2018 all'Huesca. Ha debuttato con la squadra B il 15 novembre 2020 nell'incontro di Tercera División vinto 2-1 contro il Binéfar. Promosso in prima squadra nel 2022, ha debuttato a livello professionistico il 12 agosto nell'incontro di Segunda División pareggiato 0-0 contro il Levante.
Rimasto svincolato a fine stagione, il 26 giugno 2023 ha firmato un biennale con il Mirandés.

## Statistiche

### Presenze e reti nei club
Statistiche aggiornate al 2 settembre 2024.
| Stagione        | Squadra         | Campionato      | Campionato | Campionato | Coppe nazionali | Coppe nazionali | Coppe nazionali | Coppe continentali | Coppe continentali | Coppe continentali | Altre coppe | Altre coppe | Altre coppe | Totale | Totale | Totale |
| Stagione        | Squadra         | Comp            | Pres       | Reti       | Comp            | Pres            | Reti            | Comp               | Pres               | Reti               | Comp        | Pres        | Reti        | Pres   | Reti   |        |
| --------------- | --------------- | --------------- | ---------- | ---------- | --------------- | --------------- | --------------- | ------------------ | ------------------ | ------------------ | ----------- | ----------- | ----------- | ------ | ------ | ------ |
| 2020-2021       | Huesca B        | TD              | 26         | 0          | -               | -               | -               | -                  | -                  | -                  | -           | -           | -           | 26     | 0      |        |
| 2021-2022       | Huesca B        | SDR             | 28         | 1          | -               | -               | -               | -                  | -                  | -                  | -           | -           | -           | 28     | 1      |        |
| Totale Huesca B | Totale Huesca B | Totale Huesca B | 54         | 1          |                 | 2               | 1               |                    | -                  | -                  |             | -           | -           | 54     | 1      |        |
| 2022-2023       | Huesca          | SD              | 19         | 0          | CR              | 0               | 0               | -                  | -                  | -                  | -           | -           | -           | 19     | 0      |        |
| 2023-2024       | Mirandés        | SD              | 29         | 1          | CR              | 2               | 1               | -                  | -                  | -                  | -           | -           | -           | 31     | 2      |        |
| 2024-2025       | Mirandés        | SD              | 3          | 0          | CR              | 0               | 0               | -                  | -                  | -                  | -           | -           | -           | 3      | 0      |        |
| Totale Mirandés | Totale Mirandés | Totale Mirandés | 32         | 1          |                 | 2               | 1               |                    | -                  | -                  |             | -           | -           | 34     | 2      |        |
| Totale carriera | Totale carriera | Totale carriera | 105        | 2          |                 | 2               | 1               |                    | -                  | -                  |             | -           | -           | 107    | 3      |        |